# Cáseda
Cáseda (en basc no oficial Kaseda) és un municipi de Navarra, a la comarca de Sangüesa, dins la merindad de Sangüesa. Limita amb Sangüesa, Aibar, Zare, Gallipienzo, Carcastillo i Peña, així com amb Sos del Rey Católico i Sofuentes (província de Saragossa).

## Demografia
| Evolució demogràfica                              | Evolució demogràfica | Evolució demogràfica | Evolució demogràfica | Evolució demogràfica | Evolució demogràfica | Evolució demogràfica | Evolució demogràfica | Evolució demogràfica | Evolució demogràfica | Evolució demogràfica |
| 1996                                              | 1998                 | 1999                 | 2000                 | 2001                 | 2002                 | 2003                 | 2004                 | 2005                 | 2006                 | 2007                 |
| ------------------------------------------------- | -------------------- | -------------------- | -------------------- | -------------------- | -------------------- | -------------------- | -------------------- | -------------------- | -------------------- | -------------------- |
| 1 078                                             | 1 067                | 1 061                | 1 060                | 1 067                | 1 058                | 1 060                | 1 042                | 1 037                | 1 054                | 1 093                |
| Fonts: Cáseda i Institut d'Estadística de Navarra |                      |                      |                      |                      |                      |                      |                      |                      |                      |                      |

## Personatges cèlebres
- Francisco Javier Sáenz de Oiza (1918 - 2000). Premi Príncep d'Astúries i arquitecte de la Universitat Pública de Navarra.[1]